# Hawker Siddeley Red Top
«Ред топ» (англ. Red Top — «красный волчок», «сенсация») — британская ракета класса «воздух-воздух» малой дальности с инфракрасной головкой самонаведения, выпущенная компанией «Хокер Сиддли дайнемик». Стояла на вооружении истребителей-перехватчиков «Лайтнинг» и палубных истребителей «Си Виксен». В конструкции ракеты были реализованы те же принципы, что и в американской ракете «Игл».

## История
«Ред топ», по сути, являлась рациональной модернизацией более ранней ракеты «Файрстрик» компании «де Хэвилленд пропеллерз» (которая выступала исходным подрядчиком работ по созданию новой ракеты). «Ред топ» в процессе разработки обозначалась, как «Блю джей-4» (Blue Jay Mark 4) и «Файрстрик-4» (Firestreak Mk. IV), однако, «де Хэвилленд» решила оставить за собой выданное Министерством снабжения наименование. Модернизация привела к установке новых ГСН, взрывателя и двигательной установки.
«Ред топ» была принята в эксплуатацию в 1964 году, в качестве вооружения истребителей «Лайтнинг», начиная с модификации F.3 оснащаемой РЛС наведения «Эйрпасс-1» (AIRPASS 1, индекс AI.23B), позволявшей вести перехват на встречных курсах, а также «Си Виксен». Ракета находилась в эксплуатации вплоть до снятия с вооружения «лайтнингов» в 1988 году.

## Конструкция
«Ред топ» была выполнена по нормальной аэродинамической схеме, имела более логичную компоновку по сравнению со своей предшественницей (у которой боевая часть располагалась в хвосте) и была оснащена:
- ГСН «Вайолет баннер» (Violet Banner) с улучшенными ТТХ[3],
- Дистанционным инфракрасным взрывателем «Грин гарлэнд» (Green Garland)[3],
- Более мощным твердотопливным двигателем «Линнет» (Linnet)[3],
- Более мощной боевой частью массой 31 кг (68,3 фунта) против 22,7 кг (50 фунтов) у «Файрстрик».

По сравнению с «Файрстрик», крыло и рули (расположенные в хвостовой части) «Ред топ» имели больший размах и сужение. Корпус ракеты цилиндрический. Носок, закрывающий приёмник ГСН, был выполнен из оптически прозрачного стекла, его образующая имела притуплённый профиль в отличие от конического носка «Файрстрик», что обеспечивало лучшее прохождение теплового излучения от цели.
Введённые в конструкцию «Ред топ» усовершенствования привели к увеличению радиуса действия ракеты, повышению её скоростных качеств и помехоустойчивости по сравнению с «Файрстрик». Более чувствительная тепловая ГСН позволяла захватывать цель в большем диапазоне углов подхода, также позволяя ракете видеть высокоскоростные цели разогретые трением о набегающий воздушный поток (что являлось характерным отличием второго поколения ракет данного класса), хотя «Ред топ», всё же не была в полной мере всеракурсной ракетой, подобно более поздней «Сайдуайндер». Ракета «Ред топ» могла лететь к цели по пересекающемуся курсу, в отличие от предшественницы позволявшей атаковать только при заходе в заднюю полусферу.

## Модификации

### Blue Dolphin
«Блю далфин» (англ. Blue Dolphin, [blu: ’dɒlfɪn] — «голубой дельфин», также именовалась Blue Jay Mk.5) — модификация «Ред топ» оснащённая полуактивной радиолокационной ГСН для вооружения палубных истребителей «Си Виксен» имеющих РЛС наведения непрерывного излучения. Аналог американской «Спарроу». Работы по оснащению ПРЛГСН не были завершены.

## Тактико-технические характеристики
- Длина: 3,27 м
- Диаметр: 0,222 м
- Размах крыла: 0,914 м
- Масса: 150 кг

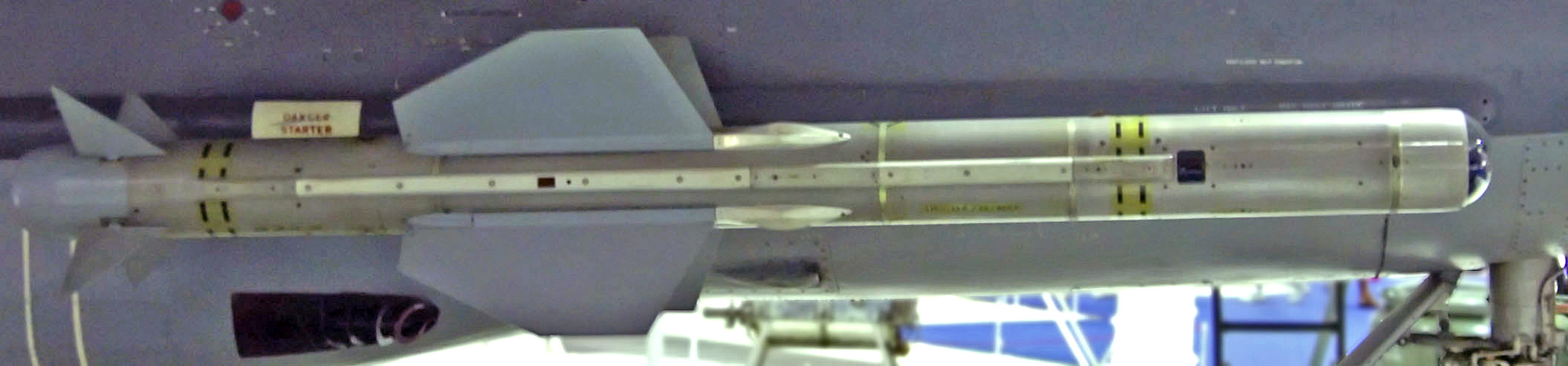
Ракета Hawker Siddeley Red Top. В Музее Королевских ВВС, Гендон, Лондон

- Дальность пуска максимальная: 10,7 км
- Потолок: 18,5 км
- Скорость полёта: 3 М
- Боевая часть: Осколочно-фугасная
  - Масса боевой части: 31 кг
  - Взрыватель: пассивный инфракрасный
- Двигательная установка: РДТТ Linnet[5]
  - Масса ДУ: 52,2 кг
  - Длина ДУ: 1,98 м
  - Диаметр ДУ: 0,2 м
  - Реактивная тяга ДУ: 28,9 кН

## На вооружении
Кувейт
- ВВС Кувейта

 Саудовская Аравия
- ВВС Саудовской Аравии

 Великобритания
- Королевские ВВС
- Королевские ВМС, Воздушные силы флота

## Где можно увидеть
Экземпляр ракеты Red Dean можно увидеть:
- В Музее Королевских ВВС в Лондоне.
- В Косфордском музее Королевских ВВС (англ. Royal Air Force Museum Cosford) в графстве Шропшир.